# Étincelles (Newport Beach)
Étincelles est le second épisode de la première saison du feuilleton télévisé Newport Beach. Il fut diffusé aux États-Unis le 12 août 2003 sur le réseau FOX.

## Résumé
L'épisode s'ouvre sur Ryan et Seth qui se prélassent dans la piscine, sans rien faire d'autre. Pendant ce temps, Kirsten discute au téléphone avec son père Caleb Nichol (qui est aussi son patron) au sujet d'une maison témoin du Newport Group. Sandy quant à lui informe Ryan qu'il est trop vieux pour espérer se voir adopter par une famille. Après le déjeuner, Ryan signe des papiers et devient officiellement « propriété du gouvernement fédéral. » Seth émet l'hypothèse que sa famille, riche et prospère, adopte Ryan, mais Kirsten s'y oppose. Ryan doit partir, mais Seth ne le veut pas, et met en œuvre un plan pour sauver Ryan avec l'aide de Marissa.
Cette dernière leur offre une voiture tandis que Seth dévoile son plan: occuper la maison témoin du Newport Group, qui n'est pas encore finie et donc pas encore habitée. Tandis que Seth fait du skate dans la piscine vide, Ryan et Marissa discutent. Marissa confie qu'elle s'inquiète au sujet de son père et de ses possibles troubles financiers.
Le lendemain dans la matinée, Julie et Kaitlin demandent à Jimmy de signer un chèque pour le poney de Kaitlin. Jimmy manifeste mollement son désaccord et finit par accepter de signer le chèque à sa femme. Pendant ce temps, Seth et Marissa vont faire des courses pour Ryan après être auditionnés par les policiers à la recherche de Ryan. Marissa se confie également à son petit ami Luke. Marissa offre notamment à Ryan un CD avec « un peu de tout » pour l'aider à surmonter la solitude. Ce CD est à nouveau mentionné dans l'épisode Bienvenue dans l'âge adulte de la saison 3.
Sandy se confie à Kirsten et avoue que s'il est venu en aide à Ryan, c'est parce qu'il a vu en lui un autre Sandy, un jeune en difficulté mais au potentiel fort et prometteur si quelqu'un l'aidait. Kirsten reste dubitative à ce sujet. Lorsqu'elle reçoit un appel de Jimmy, son ancien petit ami durant leurs jeunes années, lui demandant de lui venir en aide, elle accepte immédiatement de le rencontrer. Ils se retrouvent dans la maison témoin, et tandis que Ryan, Seth et Marissa observent discrètement la scène, Jimmy avoue qu'il a fait de mauvais placements en bourse et qu'il se retrouve fauché. Il demande alors de l'aide à Kirsten, qui accepte de lui prêter la somme de 100000 dollars.
Ryan doit quitter la maison car l’entrepreneur du chantier doit arriver le lendemain. Seth essaie de lui trouver un billet pour fuir en car. Marissa, qui participe à une fête chez Holly, ne supportant plus les moqueries de Luke et de ses amis au sujet de Ryan décide de quitter la fête pour rendre visite à Ryan. Mais Luke et ses amis suivent discrètement Marissa. Cette dernière demande à Ryan, seul et éclairé avec des bougies, de bien vouloir l’accueillir pour sa dernière nuit à Newport. Ryan refuse car il estime que tout cela rendrait son départ beaucoup plus douloureux, et provoque le départ de Marissa, les larmes aux yeux.
Lorsque Luke aperçoit sa petite amie sortir de la maison témoin extrêmement triste, il pénètre dans la maison avec l'intention de passer à tabac Ryan. Ils se battent et au cours de la bagarre font tomber des bougies dans des pots de peinture, provoquant un incendie. Tandis que les amis de Luke battent en retraite face aux flammes, ce dernier ne peut se résoudre à abandonner Ryan inconscient dans la maison en feu. Il le porte donc jusqu'à sa voiture et le reconduit chez les Cohen.
Sandy apprend que la maison témoin a brûlé. Seth lui apprend toute la vérité, et au moment où Ryan et Luke arrivent chez eux, les policiers arrêtent Ryan. Au moment même où ce dernier est emmené dans la voiture de police, Luke essaie de le défendre et est également emmené pour être interrogé.

## Bande originale
- California de Rufus Wainwright
- I'm A Terrible Person de Rooney
- Caught By The River de Doves
- In Your Eyes de Aaron D
- Do It With Madonna de The Androids
- Hallelujah de Jeff Buckley
- We're Going Out Tonight de Shady Lady

## Réception et critiques
L'épisode a rassemblé 7,46 millions de téléspectateurs aux États-Unis lors de sa diffusion, confirmant ainsi l'audience pour le premier épisode.